# Boyn Ridge
Boyn Ridge ist der nördlichste Gebirgskamm der Havre Mountains im Norden der westantarktischen Alexander-I.-Insel westlich der Antarktischen Halbinsel.
Der British Antarctic Survey nahm hier zwischen 1976 und 1977 geologische Arbeiten vor. Das UK Antarctic Place-Names Committee benannte den Gebirgskamm 1980 nach dem aus Schottland stammenden Charles Nicol Boyn (1850–1923), Direktor der Agence General Maritime de France, der den Bau der Pourquoi Pas? für die Fünfte Französische Antarktisexpedition (1908–1910) unter der Leitung des mit ihm befreundeten Polarforschers Jean-Baptiste Charcot überwachte.